# Sankt Nikolai Kirke (Sölvesborg)
|  | Der findes andre kirker med dette navn, se Sankt Nikolaj Kirke. |
Sankt Nikolai Kirke er en middelalderlig kirke i Sölvesborg (dansk: Sølvesborg) i Blekinge. Kirken er den eneste bygning fra middelalderen, som er bevaret efter storbranden i 1801. Kirken ligger midt i Sölvesborgs centrum.
Kirkens ældste del er koret fra cirka 1300. Tårnet er fra slutningen af 1300-tallet. Kirkens våbenhus er fra 1400-tallet. Kirken er bygget i gotisk stil. Inde i kirken findes mange kalkmalerier fra 1400-tallet.
Kirken er opkaldt efter søfarerens skytshelgen Sankt Nikolaus og har op gennem historien været brugt som sømærke af fiskerne i Hanøbugten. Nord for kirken er der i 1486 oprettet et karmeliterkloster. Det blev nedlagt efter reformationen i Danmark i 1536.
Ved kirken står to kendte runesten fra 500-700-tallet. Stentoftenstenen står inde i kirkens våbenhus. Denne runesten har den længste tekst, man kender på urnordisk. Den anden runesten står ved siden af våbenhuset.